# Cầu Rungna
Cầu Rungna là một trong sáu cây cầu của thành phố Bình Nhưỡng, Bắc Triều Tiên, bắc qua sông Đại Đồng. Nằm giữa hai cầu Okryu ở phía nam với cầu Chongnyu ở phía bắc, nó kết nối khu vực Moranbong ở bờ tây (tả ngạn) sông Đại Đồng với khu vực Taedonggang ở bờ bên kia, băng qua đảo Rungra ở giữa. Tổng chiều dài  1.070 mét, cây cầu được hoàn thành năm 1988.